# Gastines
Gastines és un municipi francès situat al departament de Mayenne i a la regió del País del Loira. El 2018 tenia 166 habitants.